# アンブレラ種
アンブレラ種（アンブレラしゅ、英語: Umbrella species）とは、その地域における生態ピラミッド構造、食物連鎖の頂点の消費者である。アンブレラ種を保護することにより、生態ピラミッドの下位にある動植物や広い面積の生物多様性・生態系を傘を広げるように保護できることに由来する概念。

## 種類

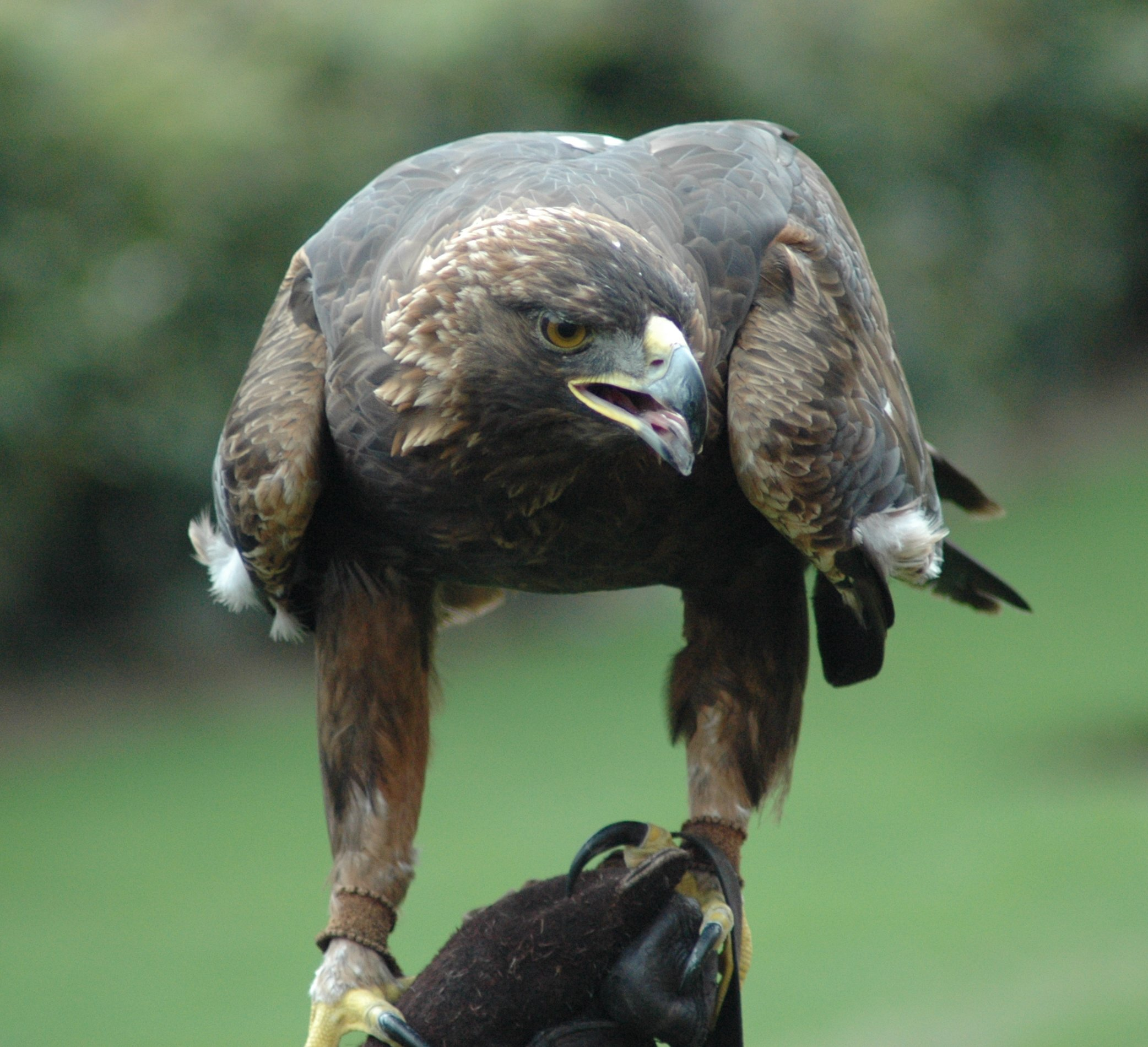
イヌワシ Aquila chrysaetos
大小さまざまな哺乳類や鳥類、爬虫類を捕食する。

大型の肉食哺乳類や猛禽類、広い生息地を必要とする生物種がアンブレラ種として扱われることが多い。イエローストーン国立公園における肉食獣の研究において大型肉食獣はアンブレラ種ではあり得ないという研究もある。
大型獣は得てして生息地ジェネラリストであり、大型獣の生息地の質が生息地スペシャリストである中小型獣等に好ましいという保証がなければ、いかに広い生息域を必要とする生物種といえどもアンブレラ種とは言えないこととなる。

### 保全生態学の定義を満たしている種
- セミクジラ科（現生の3種）[4]
- ワシ・タカ類（オオタカ[1]、イヌワシ[1]、サシバ[5]など）
- フクロウ類[1]
- キツツキ類[1]
- コウノトリ[6]
- トラ類[1]

### 一般的にアンブレラ種とされている種
大型獣と他の中小型獣との生息域における関連性が解明されていないこと等から、アンブレラ種であるか議論の余地がある。
- クマ類（ヒグマ、ツキノワグマなど）[2][3]
- サイ類[1][2]

獣類については、具体的にアンブレラ種の条件を満たしていることを明らかにした研究結果は公表されていない。